# 3231 Mila
3231 Mila este un asteroid din centura principală, descoperit pe 4 septembrie 1972 de Liudmila Juravliova.